# Gran Premio motociclistico di Thailandia 2022
Il Gran Premio motociclistico di Thailandia 2022 è stato la diciassettesima prova del motomondiale del 2022. Le vittorie nelle tre classi sono andate a: Miguel Oliveira in MotoGP, Tony Arbolino in Moto2 e Dennis Foggia in Moto3.

## MotoGP

### Arrivati al traguardo
| Pos. | Nº | Pilota                | Squadra                     | Motocicletta       | Giri | Tempo     | Griglia | Punti |
| ---- | -- | --------------------- | --------------------------- | ------------------ | ---- | --------- | ------- | ----- |
| 1º   | 88 | Miguel Oliveira       | Red Bull KTM Factory Racing | KTM RC16           | 25   | 41'44.503 | 11º     | 25    |
| 2º   | 43 | Jack Miller           | Ducati Lenovo               | Ducati Desmosedici | 25   | +0.730    | 7º      | 20    |
| 3º   | 63 | Francesco Bagnaia     | Ducati Lenovo               | Ducati Desmosedici | 25   | +1.968    | 3º      | 16    |
| 4º   | 5  | Johann Zarco          | Prima Pramac Racing         | Ducati Desmosedici | 25   | +2.490    | 5º      | 13    |
| 5º   | 93 | Marc Márquez          | Repsol Honda                | Honda RC213V       | 25   | +2.958    | 8º      | 11    |
| 6º   | 23 | Enea Bastianini       | Gresini Racing              | Ducati Desmosedici | 25   | +13.257   | 6º      | 10    |
| 7º   | 12 | Maverick Viñales      | Aprilia Racing              | Aprilia RS-GP      | 25   | +14.566   | 17º     | 9     |
| 8º   | 73 | Álex Márquez          | LCR Honda Castrol           | Honda RC213V       | 25   | +14.861   | 20º     | 8     |
| 9º   | 89 | Jorge Martín          | Prima Pramac Racing         | Ducati Desmosedici | 25   | +15.365   | 2º      | 7     |
| 10º  | 33 | Brad Binder           | Red Bull KTM Factory Racing | KTM RC16           | 25   | +18.097   | 12º     | 6     |
| 11º  | 41 | Aleix Espargaró       | Aprilia Racing              | Aprilia RS-GP      | 25   | +19.041   | 13º     | 5     |
| 12º  | 42 | Álex Rins             | Suzuki Ecstar               | Suzuki GSX-RR      | 25   | +19.659   | 10º     | 4     |
| 13º  | 21 | Franco Morbidelli     | Monster Energy Yamaha       | Yamaha YZR-M1      | 25   | +22.439   | 14º     | 3     |
| 14º  | 44 | Pol Espargaró         | Repsol Honda                | Honda RC213V       | 25   | +23.646   | 19º     | 2     |
| 15º  | 25 | Raúl Fernández        | Tech3 KTM Factory Racing    | KTM RC16           | 25   | +30.483   | 16º     | 1     |
| 16º  | 72 | Marco Bezzecchi       | Mooney VR46 Racing          | Ducati Desmosedici | 25   | +33.466   | 1º      |       |
| 17º  | 20 | Fabio Quartararo      | Monster Energy Yamaha       | Yamaha YZR-M1      | 25   | +34.072   | 4º      |       |
| 18º  | 49 | Fabio Di Giannantonio | Gresini Racing              | Ducati Desmosedici | 25   | +36.203   | 21º     |       |
| 19º  | 35 | Cal Crutchlow         | WithU Yamaha RNF            | Yamaha YZR-M1      | 25   | +36.532   | 15º     |       |
| 20º  | 9  | Danilo Petrucci       | Suzuki Ecstar               | Suzuki GSX-RR      | 25   | +42.508   | 24º     |       |
| 21º  | 40 | Darryn Binder         | WithU Yamaha RNF            | Yamaha YZR-M1      | 25   | +49.992   | 23º     |       |
| 22º  | 45 | Tetsuta Nagashima     | LCR Honda Idemitsu          | Honda RC213V       | 25   | +51.346   | 22º     |       |
| 23º  | 10 | Luca Marini           | Mooney VR46 Racing          | Ducati Desmosedici | 23   | +2 giri   | 9º      |       |

### Ritirato
| Nº | Pilota       | Squadra                  | Motocicletta | Giri | Griglia |
| -- | ------------ | ------------------------ | ------------ | ---- | ------- |
| 87 | Remy Gardner | Tech3 KTM Factory Racing | KTM RC16     | 11   | 18º     |

## Moto2

### Arrivati al traguardo
| Pos. | Nº | Pilota                  | Squadra                  | Motocicletta | Giri | Tempo     | Griglia | Punti |
| ---- | -- | ----------------------- | ------------------------ | ------------ | ---- | --------- | ------- | ----- |
| 1º   | 14 | Tony Arbolino           | Elf Marc VDS Racing      | Kalex        | 8    | 15'10.854 | 2º      | 12,5  |
| 2º   | 12 | Filip Salač             | Gresini Racing           | Kalex        | 8    | +0.251    | 12º     | 10    |
| 3º   | 40 | Arón Canet              | Flexbox HP40             | Kalex        | 8    | +3.112    | 18º     | 8     |
| 4º   | 96 | Jake Dixon              | Inde GasGas Aspar        | Kalex        | 8    | +3.268    | 7º      | 6,5   |
| 5º   | 21 | Alonso López            | Beta Tools Speed Up      | Boscoscuro   | 8    | +4.137    | 6º      | 5,5   |
| 6º   | 79 | Ai Ogura                | Idemitsu Honda Team Asia | Kalex        | 8    | +5.715    | 3º      | 5     |
| 7º   | 37 | Augusto Fernández       | Red Bull KTM Ajo         | Kalex        | 8    | +9.862    | 8º      | 4,5   |
| 8º   | 16 | Joe Roberts             | Italtrans Racing         | Kalex        | 7    | +1 giro   | 17º     | 4     |
| 9º   | 81 | Keminth Kubo            | Yamaha VR46 Master Camp  | Kalex        | 7    | +1 giro   | 16º     | 3,5   |
| 10º  | 13 | Celestino Vietti        | Mooney VR46 Racing       | Kalex        | 7    | +1 giro   | 5º      | 3     |
| 11º  | 4  | Sean Dylan Kelly        | American Racing          | Kalex        | 7    | +1 giro   | 26º     | 2,5   |
| 12º  | 7  | Barry Baltus            | RW Racing GP             | Kalex        | 7    | +1 giro   | 23º     | 2     |
| 13º  | 29 | Taiga Hada              | Pertamina Mandalika SAG  | Kalex        | 7    | +1 giro   | 29º     | 1,5   |
| 14º  | 75 | Albert Arenas           | Inde GasGas Aspar        | Kalex        | 7    | +1 giro   | 15º     | 1     |
| 15º  | 23 | Marcel Schrötter        | Liqui Moly Intact GP     | Kalex        | 7    | +1 giro   | 22º     | 0,5   |
| 16º  | 51 | Pedro Acosta            | Red Bull KTM Ajo         | Kalex        | 7    | +1 giro   | 4º      |       |
| 17º  | 84 | Zonta van den Goorbergh | RW Racing GP             | Kalex        | 7    | +1 giro   | 24º     |       |
| 18º  | 64 | Bo Bendsneyder          | Pertamina Mandalika SAG  | Kalex        | 7    | +1 giro   | 13º     |       |
| 19º  | 22 | Sam Lowes               | Elf Marc VDS Racing      | Kalex        | 7    | +1 giro   | 19º     |       |
| 20º  | 9  | Jorge Navarro           | Flexbox HP40             | Kalex        | 7    | +1 giro   | 9º      |       |
| 21º  | 61 | Alessandro Zaccone      | Gresini Racing           | Kalex        | 7    | +1 giro   | 25º     |       |
| 22º  | 28 | Niccolò Antonelli       | Mooney VR46 Racing       | Kalex        | 7    | +1 giro   | 28º     |       |
| 23º  | 42 | Marcos Ramírez          | MV Agusta Forward Racing | MV Agusta F2 | 7    | +1 giro   | 27º     |       |
| 24º  | 24 | Simone Corsi            | MV Agusta Forward Racing | MV Agusta F2 | 7    | +1 giro   | 30º     |       |
| 25º  | 18 | Manuel González         | Yamaha VR46 Master Camp  | Kalex        | 6    | +2 giri   | 10º     |       |

### Ritirati
| Nº | Pilota              | Squadra                  | Motocicletta | Giri | Griglia |
| -- | ------------------- | ------------------------ | ------------ | ---- | ------- |
| 19 | Lorenzo Dalla Porta | Italtrans Racing         | Kalex        | 5    | 20º     |
| 52 | Jeremy Alcoba       | Liqui Moly Intact GP     | Kalex        | 4    | 14º     |
| 35 | Somkiat Chantra     | Idemitsu Honda Team Asia | Kalex        | 1    | 1º      |
| 54 | Fermín Aldeguer     | Beta Tools Speed Up      | Boscoscuro   | 1    | 21º     |
| 6  | Cameron Beaubier    | American Racing          | Kalex        | 0    | 11º     |

## Moto3

### Arrivati al traguardo
| Pos. | Nº | Pilota               | Squadra                   | Motocicletta  | Giri | Tempo     | Griglia | Punti |
| ---- | -- | -------------------- | ------------------------- | ------------- | ---- | --------- | ------- | ----- |
| 1º   | 7  | Dennis Foggia        | Leopard Racing            | Honda NSF250R | 22   | 37'52.331 | 1º      | 25    |
| 2º   | 71 | Ayumu Sasaki         | Sterilgarda Husqvarna Max | Husqvarna     | 22   | +1.524    | 3º      | 20    |
| 3º   | 54 | Riccardo Rossi       | SIC58 Squadra Corse       | Honda NSF250R | 22   | +2.804    | 7º      | 16    |
| 4º   | 82 | Stefano Nepa         | Angeluss MTA              | KTM RC 250 GP | 22   | +9.414    | 4º      | 13    |
| 5º   | 28 | Izan Guevara         | Gaviota GasGas Aspar      | Gas Gas       | 22   | +9.527    | 11º     | 11    |
| 6º   | 10 | Diogo Moreira        | MT Helmets - MSI          | KTM RC 250 GP | 22   | +9.971    | 5º      | 10    |
| 7º   | 16 | Andrea Migno         | Rivacold Snipers          | Honda NSF250R | 22   | +9.610    | 14º     | 9     |
| 8º   | 5  | Jaume Masiá          | Red Bull KTM Ajo          | KTM RC 250 GP | 22   | +10.033   | 2º      | 8     |
| 9º   | 44 | David Muñoz          | BOE Motorsports           | KTM RC 250 GP | 22   | +10.046   | 10º     | 7     |
| 10º  | 6  | Ryusei Yamanaka      | MT Helmets - MSI          | KTM RC 250 GP | 22   | +10.088   | 9º      | 6     |
| 11º  | 96 | Daniel Holgado       | Red Bull KTM Ajo          | KTM RC 250 GP | 22   | +14.571   | 6º      | 5     |
| 12º  | 66 | Joel Kelso           | CIP Green Power           | KTM RC 250 GP | 22   | +23.432   | 12º     | 4     |
| 13º  | 99 | Carlos Tatay         | CFMoto Racing PrüstelGP   | CFMoto        | 22   | +23.763   | 23º     | 3     |
| 14º  | 43 | Xavier Artigas       | CFMoto Racing PrüstelGP   | CFMoto        | 22   | +23.842   | 24º     | 2     |
| 15º  | 19 | Scott Ogden          | VisionTrack Racing        | Honda NSF250R | 22   | +23.868   | 22º     | 1     |
| 16º  | 20 | Lorenzo Fellon       | SIC58 Squadra Corse       | Honda NSF250R | 22   | +24.232   | 15º     |       |
| 17º  | 53 | Deniz Öncü           | Red Bull KTM Tech3        | KTM RC 250 GP | 22   | +24.055   | 16º     |       |
| 18º  | 23 | Elia Bartolini       | QJMotor Avintia Racing    | KTM RC 250 GP | 22   | +40.092   | 21º     |       |
| 19º  | 21 | Vicente Pérez        | Rivacold Snipers          | Honda NSF250R | 22   | +40.094   | 26º     |       |
| 20º  | 48 | Iván Ortolá          | Angeluss MTA              | KTM RC 250 GP | 22   | +40.228   | 25º     |       |
| 21º  | 64 | Mario Aji            | Honda Team Asia           | Honda NSF250R | 22   | +40.366   | 29º     |       |
| 22º  | 22 | Ana Carrasco         | BOE Motorsports           | KTM RC 250 GP | 22   | +43.876   | 28º     |       |
| 23º  | 70 | Joshua Whatley       | VisionTrack Racing        | Honda NSF250R | 22   | +48.480   | 27º     |       |
| 24º  | 9  | Nicola Fabio Carraro | QJMotor Avintia Racing    | KTM RC 250 GP | 22   | +54.747   | 30º     |       |
| 25º  | 72 | Taiyo Furusato       | Honda Team Asia           | Honda NSF250R | 19   | +3 giri   | 13º     |       |

### Ritirati
| Nº | Pilota           | Squadra                   | Motocicletta  | Giri | Griglia |
| -- | ---------------- | ------------------------- | ------------- | ---- | ------- |
| 11 | Sergio García    | Gaviota GasGas Aspar      | Gas Gas       | 14   | 20º     |
| 24 | Tatsuki Suzuki   | Leopard Racing            | Honda NSF250R | 7    | 18º     |
| 17 | John McPhee      | Sterilgarda Husqvarna Max | Husqvarna     | 7    | 8º      |
| 27 | Kaito Toba       | CIP Green Power           | KTM RC 250 GP | 1    | 17º     |
| 31 | Adrián Fernández | Red Bull KTM Tech3        | KTM RC 250 GP | 0    | 19º     |